# Suzanne Morrow
Suzanne "Suzi" Morrow, född 14 december 1930 i Toronto, död 11 juni 2006, var en kanadensisk konståkare.
Morrow blev olympisk bronsmedaljör i konståkning vid vinterspelen 1948 i Sankt Moritz.